# Чоканешти (Бузау)
Чоканешти (рум. Ciocănești) насеље је у Румунији у округу Бузау у општини Козиени. Oпштина се налази на надморској висини од 253 m.

## Становништво
Према подацима из 2002. године у насељу је живело 71 становника, од којих су сви румунске националности.